# Gümürdülü, Ceyhan
Gümürdülü là một xã thuộc huyện Ceyhan, tỉnh Adana, Thổ Nhĩ Kỳ. Dân số thời điểm năm 2009 là 1.798 người.